# Oulema margineimpressa
Oulema margineimpressa är en skalbaggsart som först beskrevs av Schaeffer 1933.  Oulema margineimpressa ingår i släktet Oulema och familjen bladbaggar. Inga underarter finns listade i Catalogue of Life.